# In the End
〈In the End〉는 미국의 록 밴드 린킨 파크의 곡이다. 데뷔 음반 《Hybrid Theory》(2000년)의 8번째 트랙이며, 음반의 마지막 싱글로 발매되었다. 〈In the End〉는 린킨 파크의 가장 알아보기 쉽고 서명적인 노래 중 하나이다. 〈One Step Closer〉가 근소한 2위를 기록하는 등 밴드의 모든 라이브 공연에서 가장 많이 연주되는 곡이다.
〈In the End〉는 대부분의 평론가들은 이 곡의 대표곡인 피아노 리프를 칭찬할 뿐만 아니라 이 곡에서 래퍼 마이크 시노다의 보컬을 주목하는 등 음악 평론가들로부터 호평을 받았다. 〈In the End〉도 주류 인기를 얻었고, 개봉 즉시 상업적인 성공을 거두었다. 이 곡은 전 세계 수많은 음악 차트에서 10위 안에 진입했으며, 이 곡은 미국 빌보드 핫 100에서 2위에 올랐으며, 이 곡은 40위 안에 든 그들의 첫 곡이기도 하다.
이 밴드의 리드 보컬인 체스터 베닝턴은 처음에 이 노래를 싫어했고 이 노래가 《Hybrid Theory》에 포함되기를 원하지 않았다.

## 발매
싱글 CD는 "Part 1" 싱글과 "Part 2" 싱글로 발매되었다. 그들은 트랙과 커버 색상을 달리했고, "Part 1" 커버는 노란색이고 "Part 2" 커버는 빨간색이다. 〈In the End〉, 〈Crawling〉 뮤직비디오의 오디오 버전과 4개의 30초 인터뷰를 포함하는 〈In the End〉의 DVD 버전도 발매되었다.
2002년 3월 27일 이 싱글은 일본에서 《In the End: Live & Rare》라는 7트랙 CD로 발매되었다. 〈Papercut〉, 〈Points of Authority〉 및 〈A Place for My Head〉, 〈Step Up〉(원래 《Hybrid Theory EP》에 등장한 초기 린킨 파크의 전구체 《Hybrid Theory》에 의해), 〈My December〉 및 〈High Voltage〉의 라이브 트랙을 수록하고 있다.

## 곡 목록
| #  | 제목                                                      | 작사·작곡 | 재생 시간 |
| -- | --------------------------------------------------------- | --------- | --------- |
| 1. | 〈In the End〉                                            | 린킨 파크 | 3:38      |
| 2. | 〈In the End (Live BBC Radio One)〉                       | 린킨 파크 | 3:28      |
| 3. | 〈Points of Authority (Live at Docklands Arena, London)〉 | 린킨 파크 | 3:31      |
| 4. | 〈In the End (Video)〉                                    |           | 3:36      |

| #  | 제목                                                      | 작사·작곡                               | 재생 시간 |
| -- | --------------------------------------------------------- | --------------------------------------- | --------- |
| 1. | 〈In the End〉                                            | 린킨 파크                               | 3:38      |
| 2. | 〈A Place for My Head (Live at Docklands Arena, London)〉 | 린킨 파크, 마크 웨이크필드, 데이브 패럴 | 3:12      |
| 3. | 〈Step Up〉                                               | 마이크 시노다, 조 한, 브래드 델슨       | 3:54      |

## 인증
| 국가 | 인증        | 판매량/출하량 |
| --- | ----------- | ------------- |
| 오스트레일리아 (ARIA) | 골드        | 35,000        |
| 덴마크 (IFPI Danmark) | 플래티넘    | 90,000        |
| 이탈리아 (FIMI) | 3× 플래티넘 | 150,000       |
| 뉴질랜드 (RMNZ) | 골드        | 5,000*        |
| 스페인 (PROMUSICAE) | 골드        | 25,000^       |
| 스웨덴 (GLF) | 골드        | 15,000^       |
| 스위스 (IFPI 스위스) | 골드        | 20,000^       |
| 영국 (BPI) | 2× 플래티넘 | 1,200,000     |
| 미국 (RIAA) | 4× 플래티넘 | 4,000,000     |
| 스트리밍 |             |               |
| 덴마크 (IFPI Danmark) | 골드        | 900,000       |
| *판매량을 기반으로 한 인증 · ^출하량을 기반으로 한 인증 · 판매량+스트리밍을 기반으로 한 인증 · 스트리밍을 기반으로 한 인증 |             |               |